# Västerledskyrkan, Stockholm
Västerledskyrkan är församlingskyrka i Västerleds församling i Bromma i Stockholms stift. Västerledskyrkan ligger i Äppelviken på en av Äppelvikens högsta punkter. Den omgivande bebyggelsen utgörs huvudsakligen av villor byggda på 1920- och 1930-talen. Genomfartsvägen Västerled, som går strax nedanför kyrkan, är delvis kantad av mindre flerfamiljshus från samma tid. Grundstenen till Västerledskyrkan, som är belägen på Västerledshöjden, lades i november 1931. Redan i december året därpå, 1932, kunde kyrkan invigas.

## Kyrkobyggnaden

Västerledskyrkan är orienterad i öst-västlig riktning. Exempel på en planritning av en basilika och korets placering (rödmarkerad). Pilen visar huvudingången (i väst). Runt koret finns en koromgång.

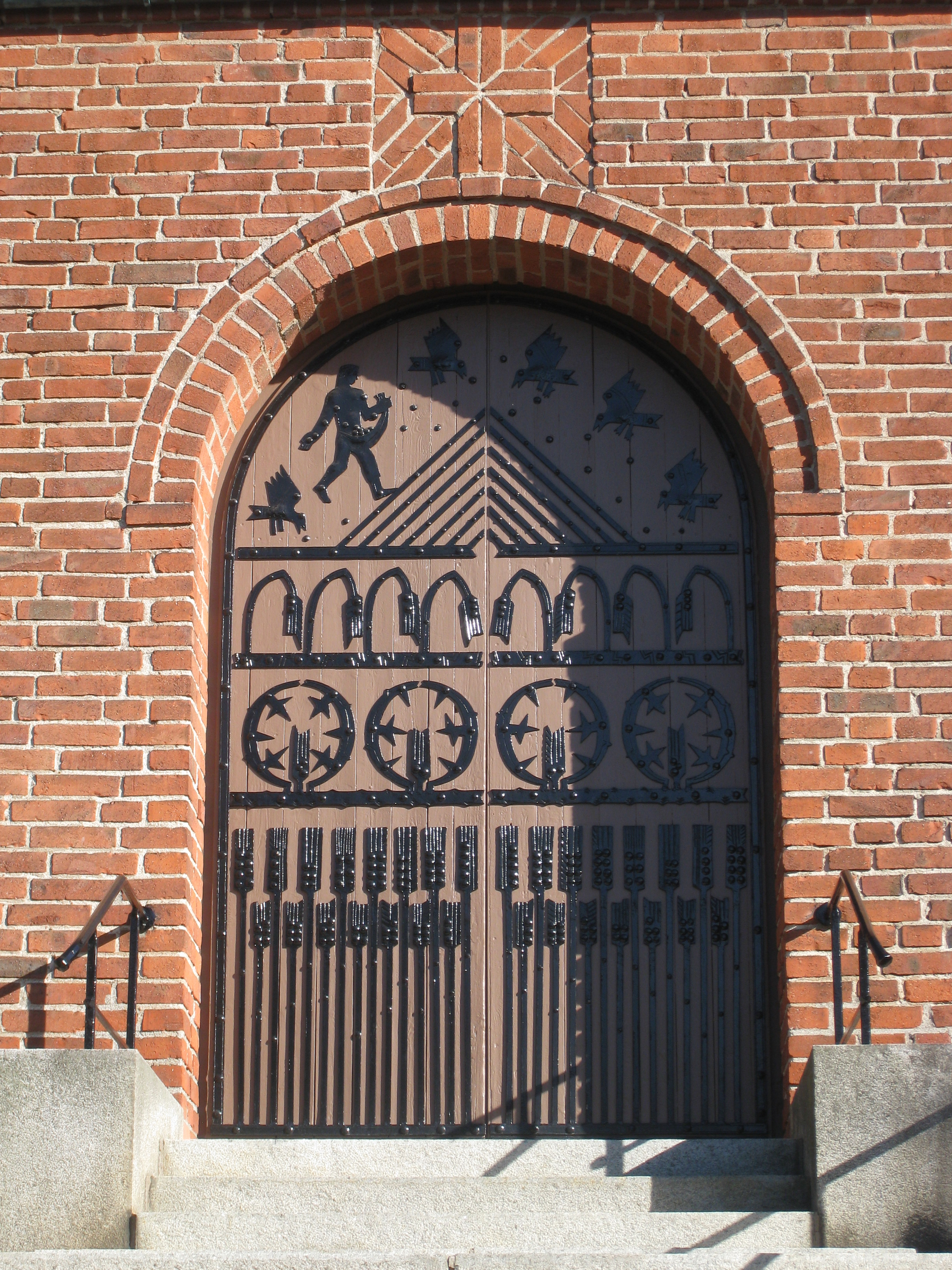
Kyrkportalen är av furu med järnsmidesornamentik och föreställer liknelsen om sädesåkern. Järnsmidet på ytterdörren är skapat av konstnären Robert Nilsson (1894–1980). Konstsmeden Arnold Karlström (1901–1985) har utfört arbetet.

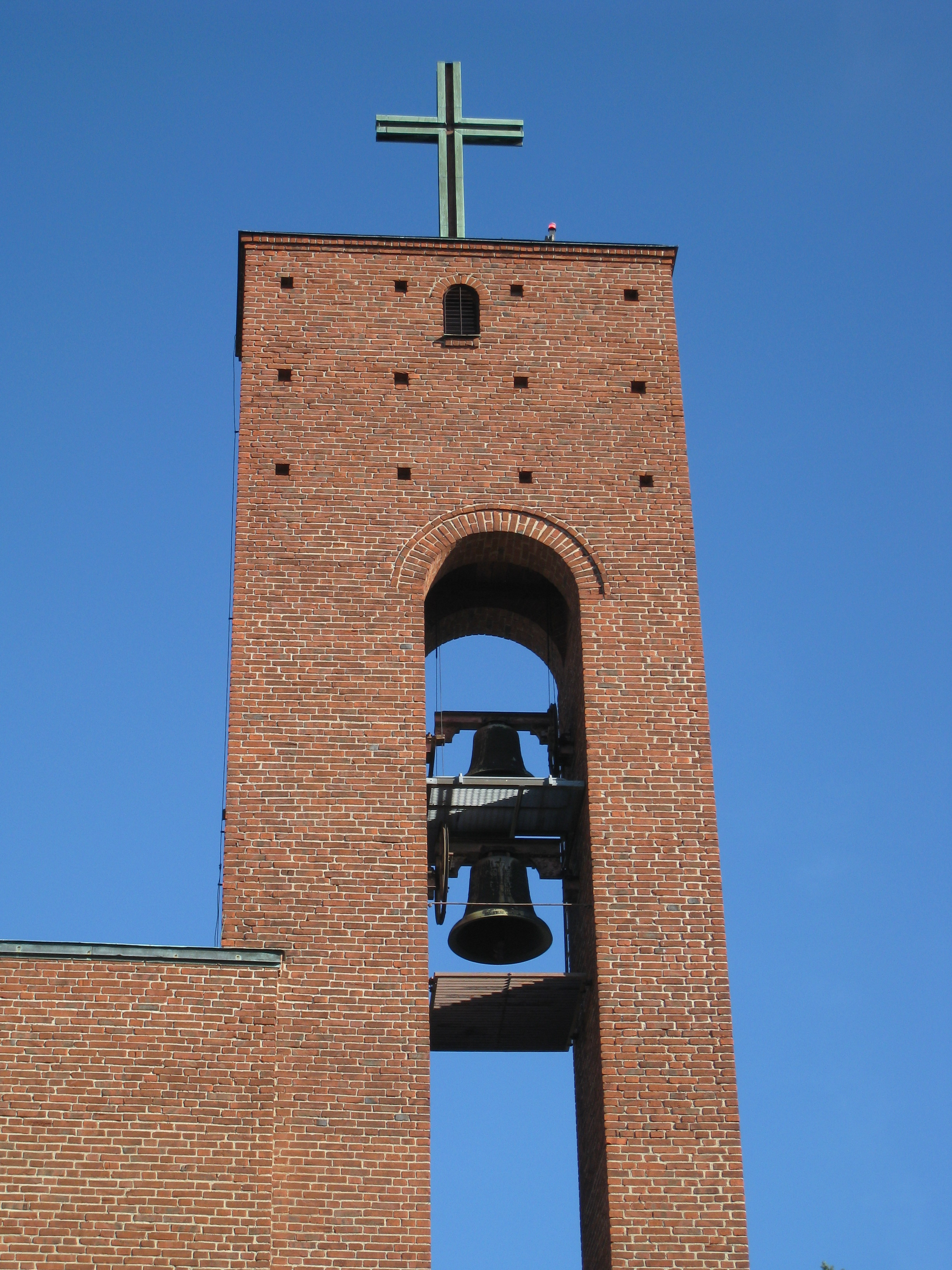
Klocktornet genombryts av en hög och smal rundbågig öppning där två kyrkklockor hänger fritt.

Västerledskyrkan är Västerleds församlings huvudkyrka. Kyrkan ligger på Västerleds kyrkväg 7 i Bromma. Sankta Birgitta kyrka i Nockeby tillhör också Västerleds församling i Stockholms stift och Sankt Ansgars kyrka i Alvik är den yngsta och minsta av Västerleds församlings tre kyrkor.
Västerledskyrkan reser sig som en mäktig basilika på en av de högsta platserna i Äppelviken. Denna funkisbasilika, ritad av arkitekt Birger Borgström, invigdes den 4:e advent den 18 december 1932 av ärkebiskop Erling Eidem och i närvaro av kung Gustav V. Den 8 november 1931 hade grundstenen till kyrkan lagts och den hade man hämtat uppe på höjden och som syns i tornets sydvästra hörn. Till minne av polarforskaren och äppelvikssonen Finn Malmgren, som störtade i polarisen 1928, startades en insamling till ett kyrkbygge. Innan valet föll på kvarteret Harsprånget uppe på Västerledshöjden diskuterades olika alternativa placeringar. Där hade man för övrigt tidigare hade firat friluftsgudstjänster. En arkitekttävling utlystes och tretton arkitekter bjöds in att lämna sina bidrag. Det segrande förslaget var "Påsk", ritat av Birger Borgström som för övrigt bodde i Bromma.
Kyrkobyggnaden har en stomme av tegel murad i munkförband och ytterväggar av rött fogstruket tegel. Byggnadens flacka sadeltak är klätt med koppar. Kyrkorummet är orienterat i öst-västlig riktning och består av ett huvudskepp samt ett lägre och smalare sidoskepp mot söder. Vid östra änden finns koret som avslutas med en svagt rundad absid. Norr om koret har en sakristia byggts till. Vid ingången i väster finns ett sidoställt klocktorn av tegel som genombryts av en hög och smal rundbågig öppning där två kyrkklockor hänger fritt. Kyrkklockorna, som är samtida med kyrkan, är tillverkade av Bergholtz klockgjuteri.
Ursprungligen var Västerledskyrkan tänkt att bli treskeppig. Den slutliga interiören blev ett mittskepp som inklusive korabsiden är 26 meter långt och 11 meter högt, och ett lägre sidoskepp på södra sidan. Liksom en klassisk basilika har mittskeppet ett platt trätak medan sidoskeppet är välvt med låga kryssvalv. Vid sidoskeppet på den södra sidan finns två samlingslokaler som har en egen ingång.

## Kyrkportalen
Kyrkportalen till Västerledskyrkan skapades 1932 av skulptören och keramikern Robert Nilsson (1894–1980). Kyrkporten är av furu med järnsmidesornamentik och föreställer liknelsen om sädesåkern. Konstsmeden Arnold Karlström (1901–1985) har utfört själva smidesarbetet. Robert Nilsson skapade även predikstolen med reliefer och relief till altaret i Västerledskyrkan.

## Klocktornet och kyrkklockorna
Vid ingången i väster finns ett sidoställt klocktorn av tegel som genombryts av en hög och smal rundbågig öppning där två kyrkklockor hänger fritt. Kyrkklockorna, som är samtida med kyrkan, är tillverkade av Bergholtz klockgjuteri. Kyrkklockorna klingar i f och ass. Storklockan väger 1 ton och bär ett citat från psalmen Härlig är jorden, en av Sveriges mest kända psalmer. Lillklockan väger cirka 600 kilo och den används ensam vid tacksägelse och begravning.

## Glasmålningarna
Glasmålningarna i kyrkofönstren i sidoskeppet målades 1932 av konstnären, professor Einar Forseth (1892–1988). 1934 tillkom sidoskeppets fem glasmålningar. Det lägre sidoskeppets fem fönster har glasmålningar av Forseth med ett delvis profant motivval. De fyra kyrkfönstren kallas Grunden, Sådden, Växten och Skörden. I det första av de fyra fönstren i sidoskeppet, Grunden, har Forseth infogat Bromma församling grundad 1187. Forseth förenade traditionellt kristna symboler med bilder ur samtidens vardagliga liv. Bland de bibliska bilderna finns skidåkare, sjuksköterskor och byggnadsarbetare. Högt upp i nord- och sydmuren sitter vardera fem rundbågade fönster, försedda med gultonat katedralglas (råglas med hamrad yta).
Fönstret ovanför orgeln, ett fönster mot himmelen, invigdes 1975 och visar himlavalvet och ett kristusmonogram. Alla glasmålningarna på de fyra fönstren i kyrkans sidoskepp är utförda av Einar Forseth. De är målade i klassisk stil och med traditionella färger. Målningarna följer, från vänster till höger, ett givet tema, det är "den växande kyrkan och det kristna livet". Motiven har varit kritiserade för att de varit för "vardagliga". Einar Forseth har även gjort det så kallade Evangeliefönstret, målningen i det runda fönstret i västfasaden och i öster i det lilla före detta dopkapellet, samt triptyken, den tredelade målningen på norra väggen. 1974 försågs västfasadens runda fönster med glasmålning av Forseth. 1981 donerade Einar Forseth, som var Brommabo, skisser och studier till målningar och kartonger, till Västerleds församling i Bromma. Endast någon målning finns idag exponerad i kyrkan i församlingssalen.

## Dopkapellet
I dopkapellet finns, såsom ovan nämnts, det så kallade Evangeliefönstret med många kristna symboler, såsom Treenighetssymbolen (Faderns allseende öga med triangeln), Den Helige Ande (duvan). Kristusbilden är omgiven av evangelistsymbolerna, de fyra evangeliernas författare, dessa är Matteus – Ängel eller människa, symbol för den heliga inkarnationen, Markus – Lejon, symbol för kunglig makt, Lukas – Tjur, symbol för bön och offer och Johannes – Örn, symbol för inspirationen av den Helige Ande. Dessa fyra väsen är hämtade ur Johannes uppenbarelse 4:7, där de omger Lammets tron. De grekiska bokstäverna Alfa och Omega står för begynnelsen och slutet, "allt det väsentliga", Gud och Jesus. Fönstret ovanför orgeln - ett fönster mot himmelen - en stjärnkrans inramar himlavalvet med solen och månen, planeter och gnistrande stjärnor invigdes 1975. Över himlen finns ett Kristusmonogram tecknat, Alfa och Omega och ett stort kors.

## Kormålningen
Kormålningen, föreställande Golgata målades av arkitektens bror Hugo Borgström. När man kommer in i kyrkan är den livfulla kormålningen, den delen av kyrkan där altaret finns, med Golgatascenen det första som fångar uppmärksamheten.

## Sidoskeppets valv
Sidoskeppets valv stöds av sex granitkolonner. De två främsta är avfasade och markerar dopfuntens plats. De fyra runda pelarna påminner genom sina inskriptioner om fyra betydelsefulla personer för svensk kristenhet och kultur, nämligen Ansgar ("Nordens apostel"), Gustav II Adolf, Nathan Söderblom och Erik Axel Karlfeldt.

## Inventarier

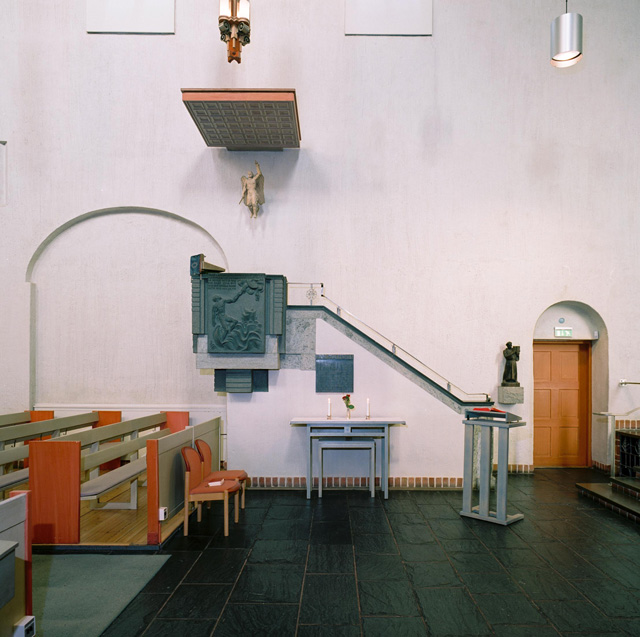
Interiör med predikstolen. Till höger syns dörren till tillbyggnaden och sakristian. Vid uppgången till predikstolen finns en minnestavla över Finn Malmgren.

- Den kubformade dopfunten av granit är försedd med huggna inskriptioner och står på en cylindrisk pelare.
- Predikstolen är av granit och har formen av en kub, den har reliefer av skulptören Robert Nilsson. Vid uppgången till predikstolen finns en minnestavla över Finn Malmgren, som var meteorolog och polarforskare. Han var också docent och amanuens vid meteorologiska institutionen i Uppsala. Texten lyder "Finn Malmgren – sin forskning till döden trogen, sina färdkamrater en oförglömlig vän, sitt folk ett föredöme i osjälvisk offerbragd, död i polarisens ensamhet i juni 1928. Med kärlekens tankar hans moder till lisa i bedrövelsen bragtes de medel samman för vilka denna predikstol blivit rest. För samtida och efterkommande må den vittna icke om det liv som släcktes men om livet som aldrig dör."

## Musikinstrument
- Huvudorgeln byggdes av Hammarbergs Orgelbyggeri AB 1969. Den har 30 stämmor, tre manualer och pedal. Två stämmor är kvar från den gamla orgeln från 1932.
- En kororgeln från Henk Klop, Nederländerna, med fem stämmor, en manual och bihangspedal ankaffades 2011.
- En cembalo från 1985 inköptes delvis av medel insamlade vid "Musik i sommarkväll". Den är byggd av Hans-Erik Svensson efter italiensk förebild från 1700-talet.[2]

### Diskografi
- Orgelliv : sju sekel i Stockholms stifts kyrkor / redaktör: Christina Nilsson ; foto: Magnus Aronson, Mats Åsman. Stockholm: Kulturhistoriska bokförlaget. 2012. Libris 13609452. ISBN 978-91-87151-04-0 - Innehåller CD med musik på kyrkans huvudorgel framförd av Fredrik Zander.

## Bilder

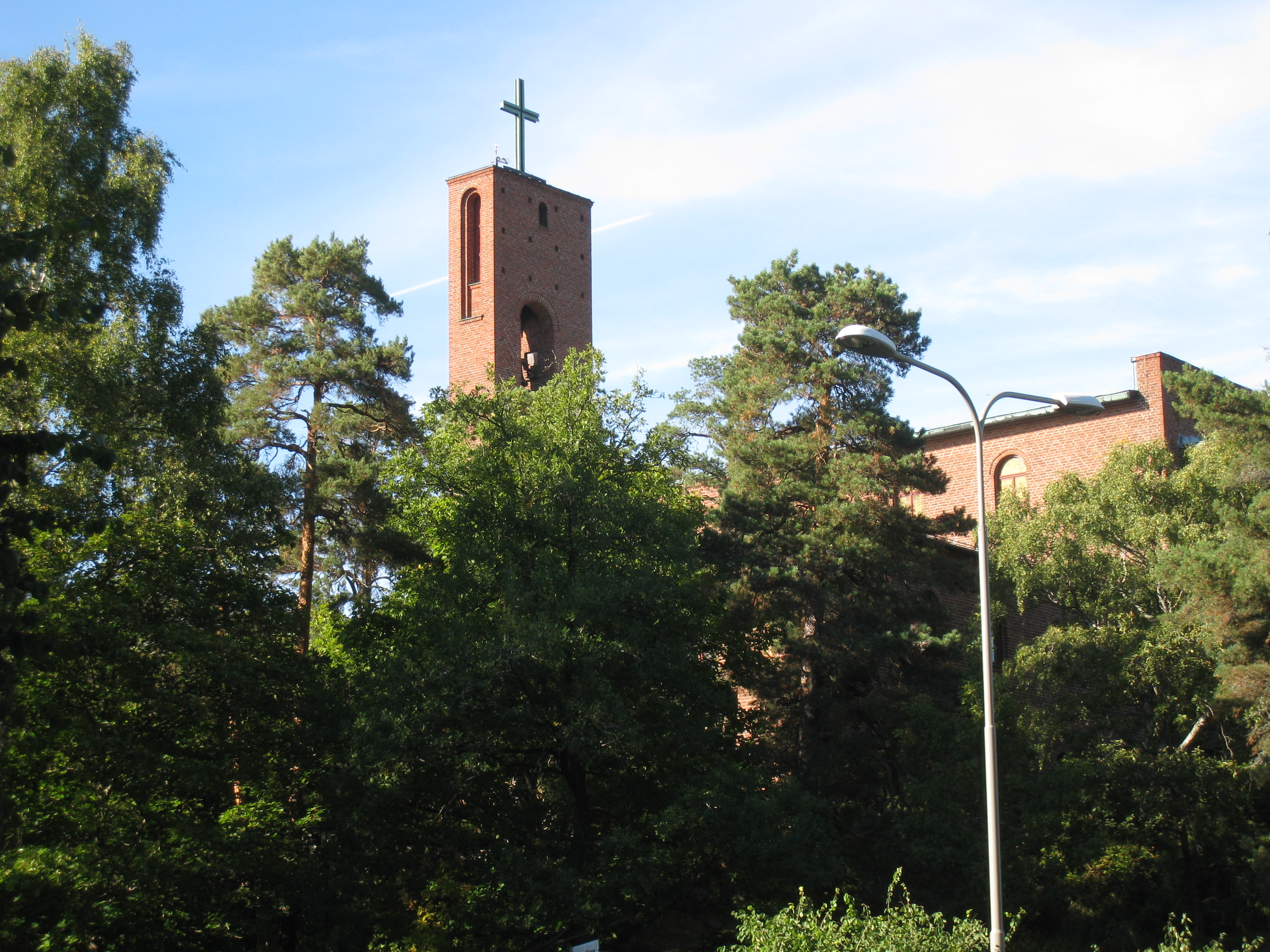
Kyrkan ligger på en av de högsta platserna i Äppelviken.
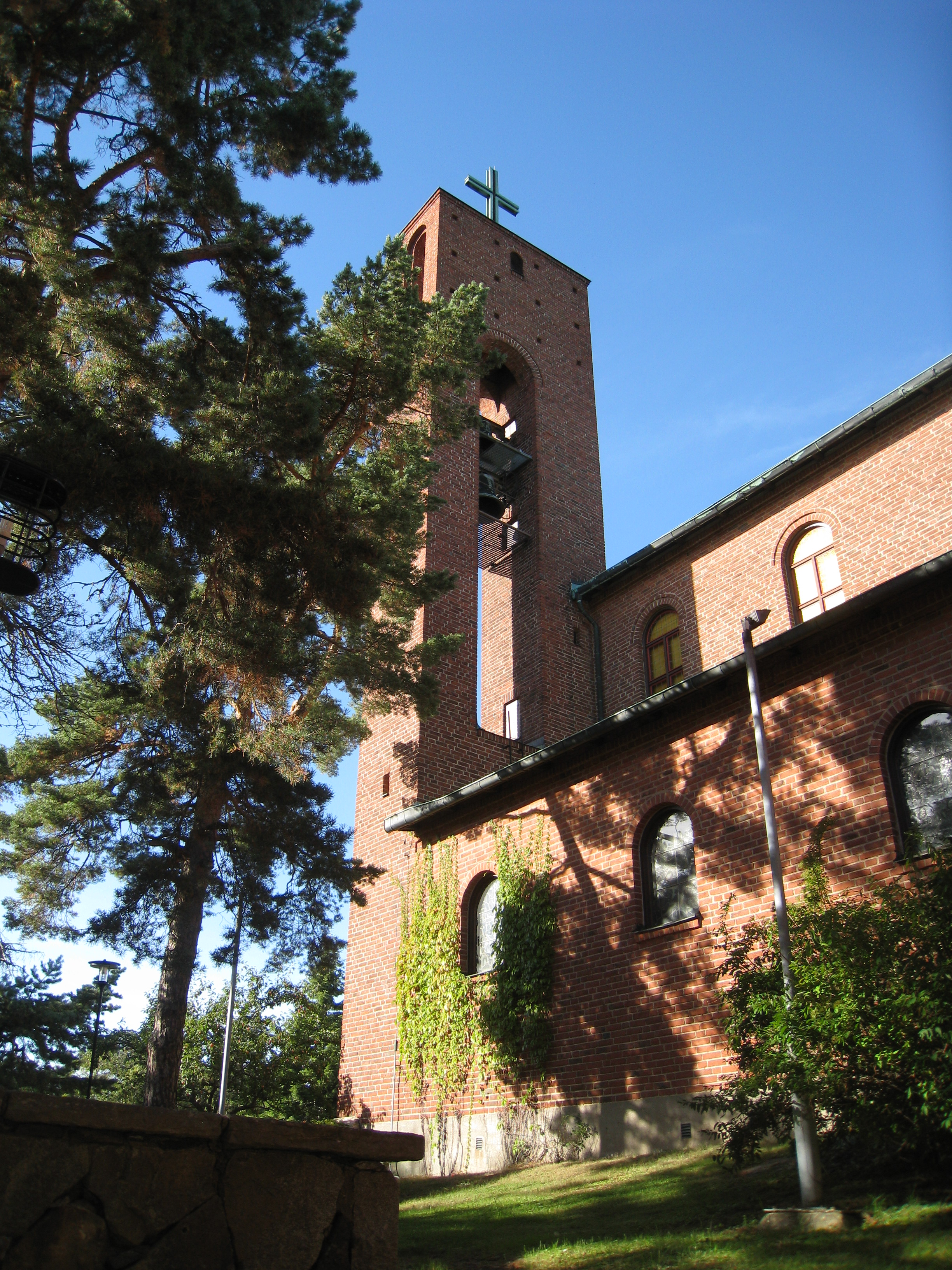
Västerldskyrkan från öster.
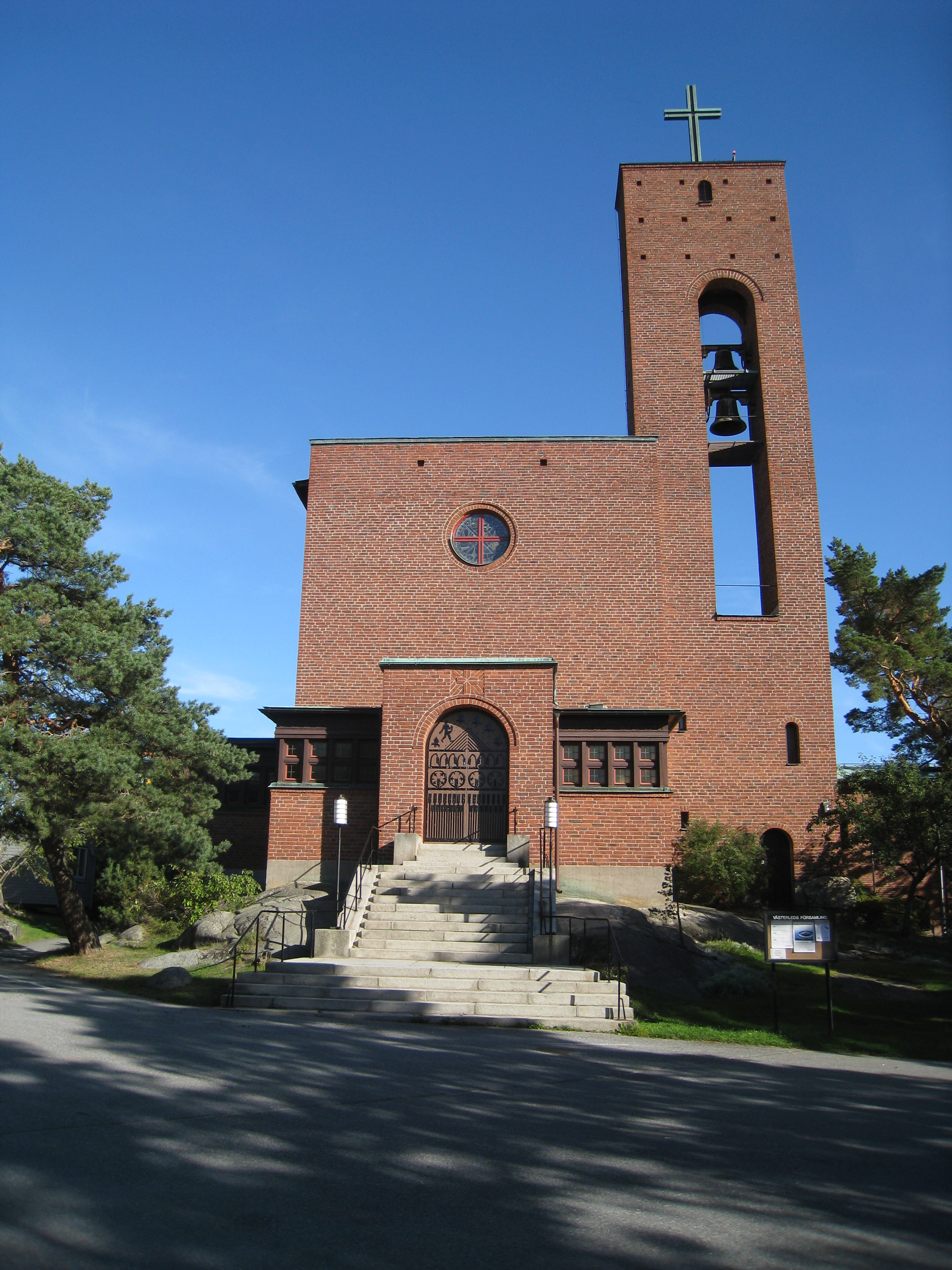
Västerledskyrkan från väster.
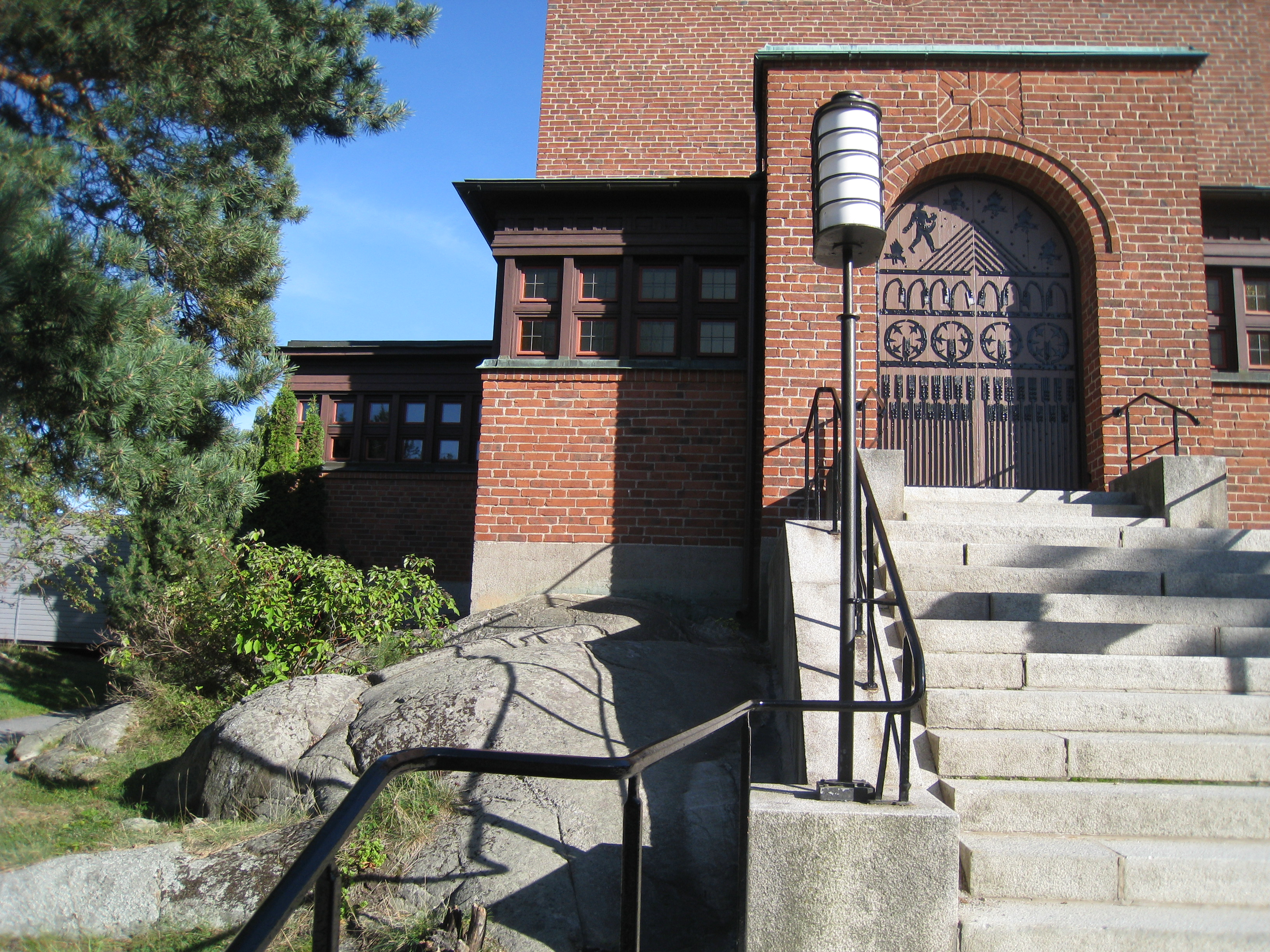
Huvudportalen och sidofönster.
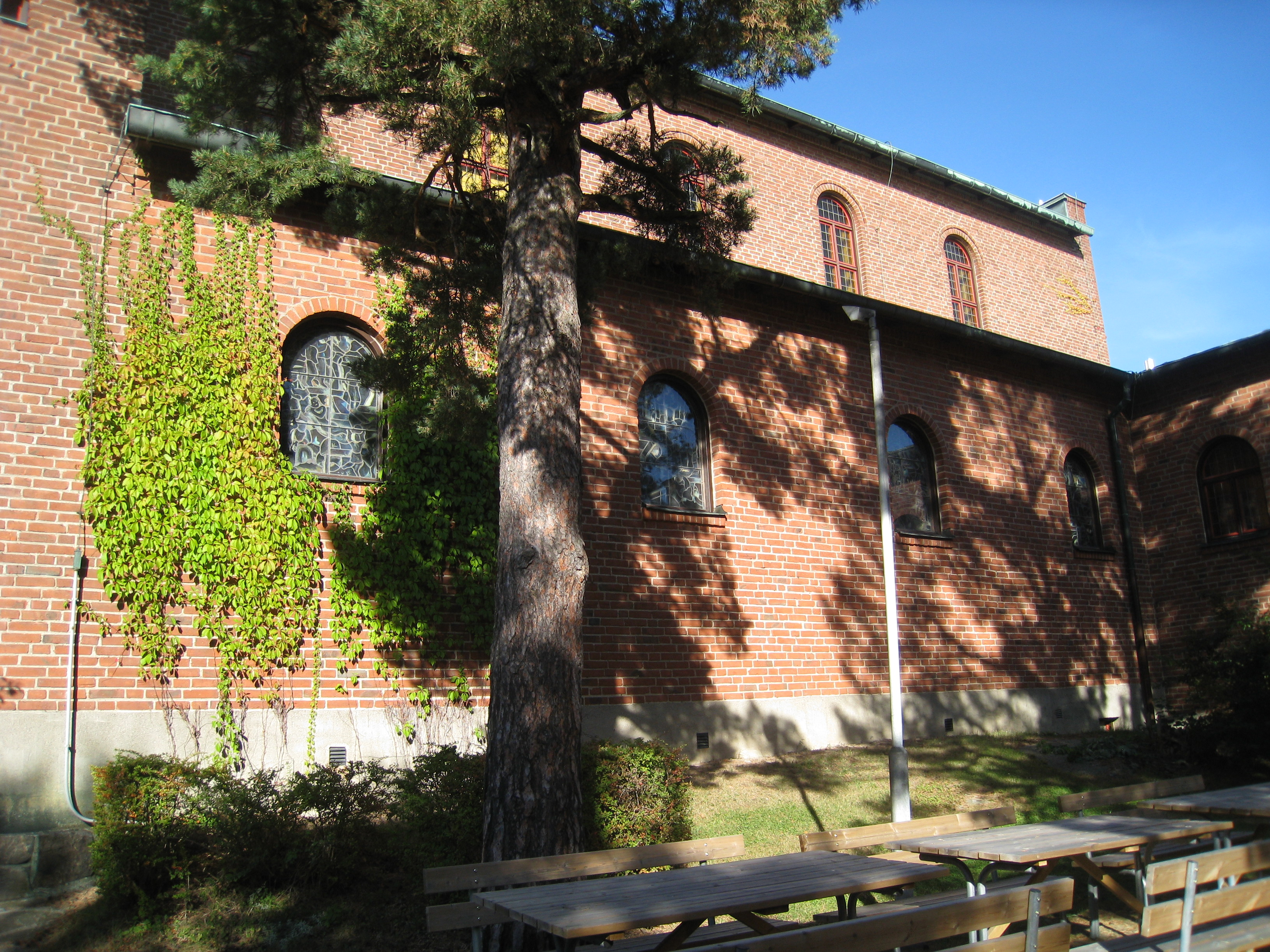
Kyrkfönster i sidoskeppet med glasmålningar av Einar Forseth.
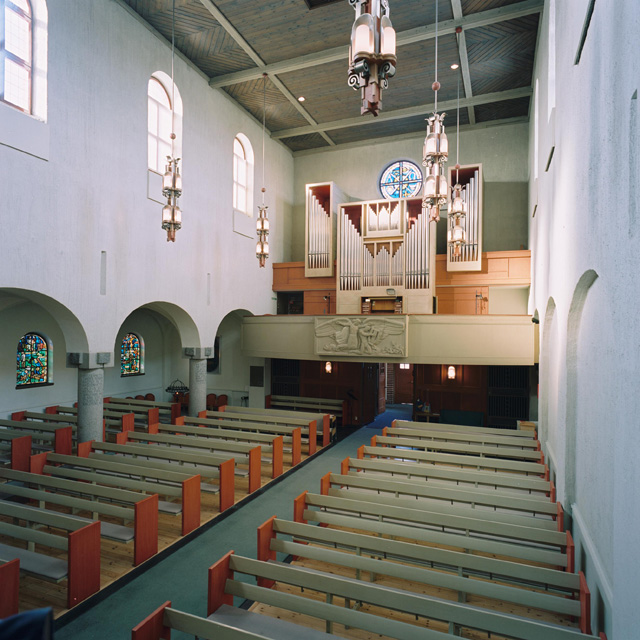
Kyrkorummet med orgelläktaren.
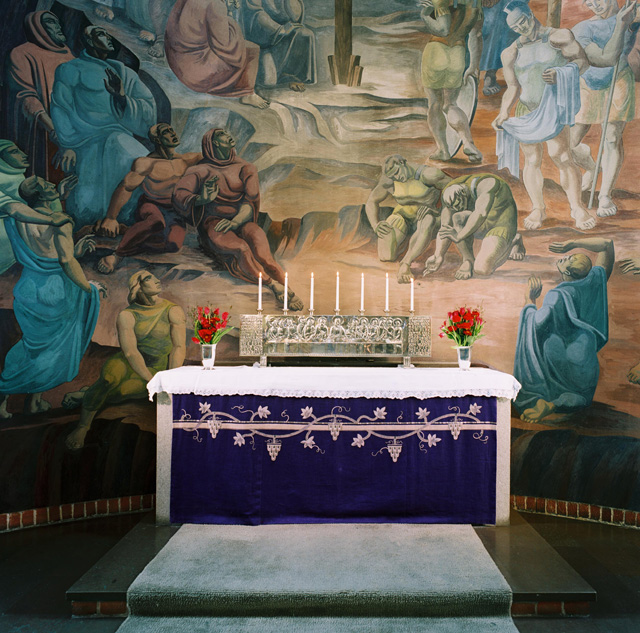
Koret med altaret och detalj av den stora kormålningen, som är målad av Hugo Borgström.

## Renovering och ombyggnad

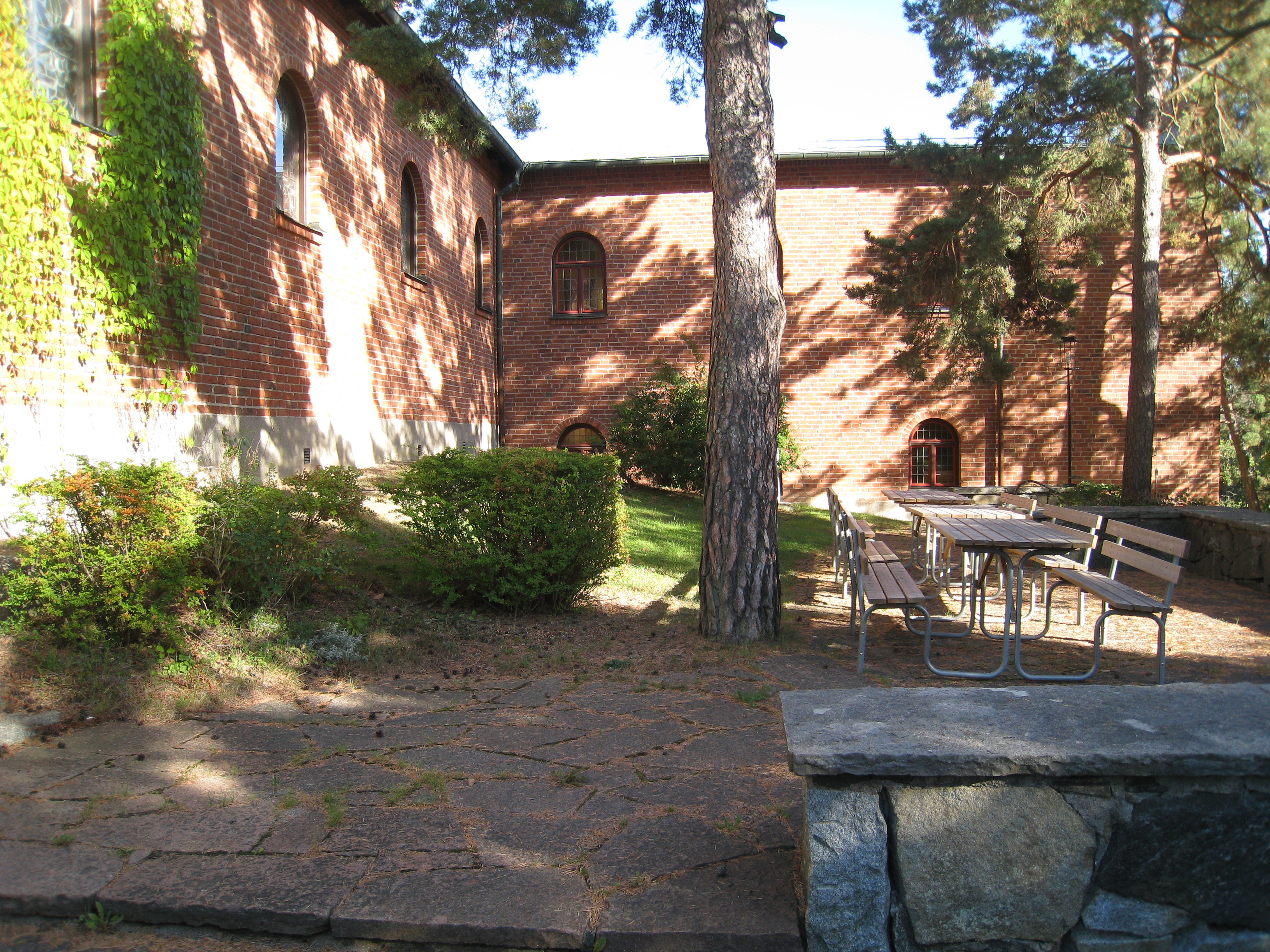
Västerledskyrkan med sin välanpassade tillbyggnad under åren 2012–2013.

Västerledskyrkan, som uppfördes åren 1931–1932 efter ritningar av arkitekten Birger Borgström (1890–1964) i funktionalistisk stil genomgick redan 1968–1969 en omfattande renovering med om- och tillbyggnad ritad av sonen Hans Borgström (1922–2008). Arbetet innebar bland annat att bänkinredningen och altaret byttes ut. En tillbyggnad med bland annat församlingssal uppfördes utmed norra långmuren. Den har inga öppna arkader in mot själva kyrkorummet. Tillbyggd 1968 av Hans Borgström med församlingslokaler på norrsidan i anslutning till vapenhusets rustika fönsterbandsfasader. Tillbyggnaden var mycket väl anpassad till den befintliga kyrkobyggnaden.
Församlingen beslutade sig för att förnya det bristfälliga värmesystemet och år 2006 togs det fram en vård- och underhållsplan för kyrkan. För att tillgodose församlingens med tiden förändrade behov och krav på funktionella utrymmen föreslogs ytterligare ombyggnader för ökad tillgänglighet. Arkitektkontoret AIX Arkitekter hade sedan 2009 samarbetat med församlingen och studerat olika förslag på om- och tillbyggnad. Under 2012–2013 genomfördes en invändig ombyggnad med minimala ingrepp i kyrksalen och mycket begränsad påverkan på mark och fasad. Trots byte från oljepanna till fjärrvärmeanslutning kunde värmeledningssystemet med infällda rör och element behållas.
En omfattande tillgänglighetsanpassning, uppdatering av ventilationssystemet, brand- och inbrottssäkerhet samt utvidgning och yteffektivisering av församlingens lokaler som samkvämssal, kök, sanitetsutrymmen, förråd, verkstad och kontor gjordes också liksom markanpassning på östra sidan för tillgänglig entré till församlingsflygeln. Samkvämssalen byggdes om och fick en ny färgsättning. Det tidigare pannrummet intill samkvämssalen gav plats för ett nytt rymligt serveringskök med anslutning till WC och förråd. En ny permanent ramp skapade tillgänglighet mellan Birgittasalen och kyrkorummet. Material och formspråk har passats in i befintlig miljö. Symmetrin som präglade hela församlingsflygeln kunde i stort sett bevaras även i vestibulen där dörrarna byggdes om för tillgänglighet. Den nya dörren till handikapp-WC påminner om den tidigare pardörren. En vägg flyttades för att få tillgängligt mått framför hissen i tillbyggnadsflygeln.